# RoboCop: Rogue City
RoboCop: Rogue City — компьютерная игра в жанре шутера от первого лица, разработанная польской компанией Teyon и изданная Nacon. Главного героя озвучил Питер Уэллер. Релиз игры состоялся 2 ноября 2023 года для Windows, PlayStation 5 и Xbox Series X/S.
17 июля 2025 года было выпущено самостоятельное расширение под названием RoboCop: Rogue City — Unfinished Business.

## Игровой процесс
RoboCop: Rogue City — компьютерная игра в жанре шутера от первого лица. Действие игры происходит в Детройте будущего.

## Сюжет
События развиваются между вторым и третьим фильмами. В городе начинаются беспорядки, в ходе которых убивают больше 20 полицейских и грабят банки, на борьбу с преступностью отправляется Робокоп. Расследование выявляет, что в погромах замешана банда панков «Горящие головы», а неблагополучные граждане в Старом Детройте нарушают закон и употребляют наркотик «Ньюк». Действия преступников координирует неизвестный, стремящийся стать новым криминальным лидером. Тем временем корпорация OCP заявляет о решительных шагах по строительству Дельта-Сити, провозглашённого светлым будущим города, где нет места старым порядкам, грязным и разрушенным улицам, а также бездомным. Робокоп в ходе миссии в студии Channel 9 получает системный сбой, видя галлюцинации из прошлой жизни, что оказалось заснято на камеры. Руководство назначает надзирателя Макса Беккера, инженера Моргана и психолога Оливию Бланш, чтобы контролировать каждое действие механизма и устранить неисправность. Для оценки на профпригодность в голову Робокопа установлен чип наблюдения.

## Разработка
Игра была анонсирована 6 июля 2021 на мероприятии Nacon Connect 2021. В июле 2022 разработчики продемонстрировали геймплей игры. 10 марта 2023 года разработчики объявили о релизе игры в сентябре 2023 года на Windows, PlayStation 5 и Xbox Series X/S. 5 июня того же года разработчики раскрыли некоторые детали сюжета, а также технические аспекты игры. 29 сентября 2023 было заявлено, что обладатели издания Alex Murphy Edition получат доступ к игре на 2 дня раньше релиза. 20 октября 2023 года представители издательства Nacon сообщили об отмене версии на Nintendo Switch.
Руководитель игры Пётр Латоха заявил, что Teyon не намерена обнародовать планы на новый контент и исправления. Дополнения или сиквел не подтверждены, но со временем ситуация может измениться. На создание RoboCop: Rogue City ушло 3 года. 22 января 2024 года было выпущено обновление с режимом «Новая игра+». 29 февраля 2024 года появилась официальная поддержка технологии AMD FSR 3 и были внесены исправления. Nacon анонсировала выход самостоятельного дополнения «Незавершённое дело» 17 июля 2025 года на PlayStation 5, Xbox Series и Windows. Действие будет происходить в башне Омни в Старом Детройте, которая захвачена элитными наёмниками. Также представлены новое оружие и миссии воспоминаний Алекса Мёрфи до того, как он стал Робокопом. 30 апреля 2025 года состоялся выпуск игры на macOS. В дополнении, вышедшем 17 июля 2025 года, главным противником стал Кассиус Грейвз — главарь армии преступников, бывший полицейский и человек из прошлого Мёрфи.

## Отзывы критиков
| Сводный рейтинг       | Сводный рейтинг                        |
| Агрегатор             | Оценка                                 |
| --------------------- | -------------------------------------- |
| Metacritic            | 76/100 (PC) 72/100 (PS5) 76/100 (XBXS) |
| OpenCritic            | 73/100                                 |
| «Критиканство»        | 79/100                                 |
| Иноязычные издания    |                                        |
| Издание               | Оценка                                 |
| 4Players              | 9/10                                   |
| Destructoid           | 8,5/10                                 |
| Eurogamer             | [ 26 ]                                 |
| Famitsu               | 32/40                                  |
| Game Informer         | 7,5/10                                 |
| GameSpot              | 7/10                                   |
| GamesRadar+           | [ 30 ]                                 |
| GameStar              | 68/100                                 |
| Hardcore Gamer        | 4/5                                    |
| IGN                   | 7/10                                   |
| Jeuxvideo.com         | 13/20                                  |
| PCGamesN              | 7/10                                   |
| PC Gamer (US)         | 65/100                                 |
| Push Square           | 6/10                                   |
| Shacknews             | 9/10                                   |
| VG247                 | [ 39 ]                                 |
| VideoGamer            | 7/10                                   |
| Video Games Chronicle | [ 41 ]                                 |
| Русскоязычные издания |                                        |
| Издание               | Оценка                                 |
| 3DNews                | 7,5/10                                 |
| GameMAG.ru            | 7/10                                   |
| GoHa.Ru               | «Хорошо»                               |
| PlayGround.ru         | 7/10                                   |
| Riot Pixels           | 79 %                                   |
| StopGame.ru           | «Похвально»                            |
| «Игромания»           | 9/10                                   |
| «Канобу»              | 8/10                                   |

Игра получила смешанные отзывы. Рецензенты отметили верность первоисточнику, ностальгический стиль боевиков 1980-х годов, изображение Робокопа и его способностей, интерактивное повествование и в основном приятное изображение. Минусами являются внезапные изменения сложности, графические недочёты (лицевые анимации, повторяющиеся модели персонажей), проблемы с производительностью и системные ошибки. Критики согласны в том, что RoboCop: Rogue City стал лучшим для Teyon и редким представителем выпусков со средним бюджетом, а также отличным фильмом категории B от мира видеоигр. Технические проблемы были связаны с использованием движка Unreal Engine 5.
«Мир фантастики» считает Rogue City лучшей игрой про Робокопа, превосходящей и шутер 2003 года, и фильм-ремейк 2014 года. Кроме того, повторение сюжета кино Пола Верховена оказалось актуальным в 2023 году: глава корпорации, игнорирующий закон и тратящий огромные средства на убыточные проекты, похож на Илона Маска, в обществе популярно ультранасилие, по всему миру происходят вооружённые конфликты, забастовка полицейских напоминает протесты голливудских сценаристов, которые опасались замены искусственным интеллектом.
По мнению сайта Darker, Робокоп оказался «живее всех живых». Артур Кларк сформулировал закон: «Любая достаточно развитая технология неотличима от магии». Когда человек восстаёт из мёртвых, чтобы отомстить своим убийцам, — это жанр ужасов. Когда он делает то же самое при помощи новейших технологий крупной корпорации и его живой мозг помещают в металлический экзоскелет — это научная фантастика. Тонкая грань, которая отделяет чёрную магию от технического прогресса, заключается в понимании. Нейрохирургия, кибернетика и прочие вещи подаются так, что они возможны, доступны и обыденны. Те игроки, чьё детство пришлось на конец 1980-х — начало 1990-х годов, среди прочих вопросов были одержимы дилеммой: кто из роботов победит — Робокоп или Терминатор? Ответ они находили сначала в RoboCop versus The Terminator, а затем в Mortal Kombat 11. Teyon решила вывести данное противостояние на принципиально новый уровень. RoboCop: Rogue City выглядит как «эталонный привет из прошлого» — игра старательно напоминает о том, что поклонникам нравилось в оригинальных произведениях.
Unfinished Business также получило смешанные оценки, на сайте Metacritic у версии на PlayStation 5 оказалось 72 балла, на OpenCritic в общем 71 балл. IGN и Push Square поставили только 6/10, а VideoGamer.com ещё ниже — 5/10. Критики похвалили стрельбу, повествование и улучшенную графику, но отрицательно отнеслись к большому количеству багов, однообразному геймплею, проблемам с производительностью и не самым захватывающим флэшбекам. В то же время рейтинг пользователей Steam составил 92 %, отмечались сюжет в духе фильма «Рейд», новый арсенал и играбельные персонажи в коротких сегментах, хотя это понравилось не всем, поскольку напоминает «коридорное» дополнение. Повествование не претендует на оригинальность: как в боевиках вроде «Дредда», а также ранее в «Крепком орешке», бандиты захватывают небоскрёб и устанавливают там свою власть, а Робокоп один может восстановить справедливость. Кроме того, в Unfinished Business нет запоминающегося антагониста, такого как Эмиль Антоновски, или нового персонажа, похожего на Уэнделла Антоновски из Rogue City, с намёком на славянское происхождение. Кассиус Грейвз сильно напоминает Змея Плискина из «Побега из Нью-Йорка». Противники в основном представлены воздушными и наземными дронами, а также продвинутыми версиями наёмников и киборгами, вдохновлёными «Робокопом 3». Минусом является отсутствие боссов, и даже финальная «битва» происходит как обычная перестрелка. Из положительных моментов следует упомянуть миссию, где можно временно управлять ED-209.

### Продажи
В Великобритании RoboCop: Rogue City дебютировала на четвёртом месте в чарте розничной торговли, однако на следующей неделе продажи упали на 64 %, из-за чего игра опустилась на тринадцатое место.
Rogue City превзошла ожидания Nacon и стала крупнейшим релизом издателя — за первые две недели с момента выхода в игру сыграло 435 тысяч человек. Глава компании Бенуа Клерк назвал RoboCop: Rogue City идеальным примером того, что может быть в игре: крупный мейнстримный бренд и продукт сверхвысокого качества.